# ماه‌گرفتگی (فیلم ۱۳۹۵)
ماه‌گرفتگی فیلمی به کارگردانی مسعود اطیابی و نویسندگی مهدی آذرپندار و تهیه‌کنندگی هادی انباردار محصول سال ۱۳۹۵ است.

## خلاصه فیلم
فیلم سینمایی ماه‌گرفتگی به رویدادها و حوادث سال ۱۳۸۸ می‌پردازد.

## بازیگران
| بازیگران          | نقش |
| ----------------- | --- |
| کامبیز دیرباز     |     |
| فریبا کوثری       |     |
| سارا خوئینی‌ها     |     |
| الناز حبیبی       |     |
| قاسم زارع         |     |
| علی آقایی         |     |
| شهرام عبدلی       |     |
| ارسلان قاسمی      |     |
| نیلوفر وهاب‌زادگان |     |

## سایر عوامل
- مدیر تدارکات: فربد کیانی
- دستیار اول کارگردان و برنامه‌ریز: علی نوابی
- طراح جلوه‌های ویژه: عباس شوقی
- نویسنده: مهدی آذرپندار
- مدیر تولید: ایمان غیبی
- موسیقی: بهزاد عبدی
- مدیر صدابرداری: بابک اردلان
- طراح چهره پردازی: محمد قومی
- طراح صحنه و دکور: علی مربی
- مدیر فیلمبرداری: مرتضی غفوری
- طراح جلوه های بصری: حسن نجفی منش